# William P. Curlin

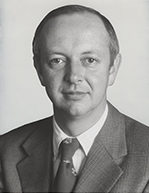
William P. Curlin

William Prather Curlin (* 30. November 1933 in Paducah, Kentucky; † 12. Dezember 2022 in Midway, Kentucky) war ein US-amerikanischer Politiker. Zwischen 1971 und 1973 vertrat er den Bundesstaat Kentucky im US-Repräsentantenhaus.

## Werdegang
William Curlin besuchte die Frankfort High School in Kentucky. Danach studierte er bis 1958 an der University of Kentucky in Lexington. Nach einem Jurastudium an derselben Universität und seiner 1962 erfolgten Zulassung als Rechtsanwalt begann er in diesem Beruf zu praktizieren. Zwischenzeitlich war er von 1955 bis 1957 Soldat in der United States Army. Zwischen 1962 und 1964 arbeitete er als Anwalt für die Steuerbehörde von Kentucky.
Politisch wurde Curlin Mitglied der Demokratischen Partei. Von 1968 bis 1971 war er Abgeordneter im Repräsentantenhaus von Kentucky. Dort führte er den Vorsitz im Haushaltsausschuss. Nach dem Tod des Abgeordneten John C. Watts wurde er bei der fälligen Nachwahl im sechsten Wahlbezirk von Kentucky als dessen Nachfolger in das US-Repräsentantenhaus in Washington, D.C. gewählt, wo er am 4. Dezember 1971 sein neues Mandat antrat. Da er bei den regulären Kongresswahlen des Jahres 1972 auf eine erneute Kandidatur verzichtete, konnte er bis zum 3. Januar 1973 nur die angebrochene Legislaturperiode seines Vorgängers im Kongress beenden.
Nach dem Ende seiner Zeit im US-Repräsentantenhaus zog sich Curlin aus der Politik zurück. In den folgenden Jahren arbeitete er wieder als Anwalt. Zuletzt lebte er in Versailles.